# 타무라 아츠시
타무라 아츠시(일본어: 田村淳, 1973년 12월 4일~)는 일본의 희극인, 텔레비전 진행자이다. 런던부츠 1호 2호의 일원이다.